# Ulica Księdza Szczepana Rembowskiego w Zgierzu
Ulica Księdza Szczepana Rembowskiego w Zgierzu (dawniej: Średnia, Mittelstrasse oraz Komuny Paryskiej) – ulica zlokalizowana na osiedlu Nowe Miasto w Zgierzu, w województwie łódzkim.

## Nazwa ulicy
Pierwszą nazwą ulicy, używaną w okresie kształtowania się Nowego Miasta (1821/1823) była: Średnia. W okresie okupacji hitlerowskiej funkcjonowała nazwa niemiecka: Mittelstrasse. W okresie PRL ulica nosiła nazwę Komuny Paryskiej. W 1997 r. uchwalono nadanie imienia Księdza Szczepana Rembowskiego.

## Historia
Obszar ulicy Średniej (obecnie: Księdza Szczepana Rembowskiego) znalazł się w granicach osady sukienniczej Nowe Miasto kształtującej się w latach 20. XIX w. Zachodnia część osady pełniła funkcję mieszkalną, natomiast wschodnia (na wschód od współczesnej ulicy R. Mielczarskiego) była strefą ogródków działkowych (tzw. sukienniczych). W pierwszym okresie rozwoju osady budowano domy drewniane o konstrukcji zrębowej, na planie prostokąta, usytuowane kalenicowo do ulicy.  
We wczesnym okresie PRL (przed 1955 r.) na terenie dawnych ogródków sukienniczych wybudowano mieszkaniowe Osiedle Bloków Wojskowych przeznaczonych dla oficerów i żołnierzy. Obejmowało obszar ówczesnych ulic: Komuny Paryskiej (dziś: Rembowskiego), 17 Styczna (dziś: Długa), S. Okrzei (dziś: Stefana Cezaka) oraz Władysława Sikorskiego.  

## Zabudowa

### Zabudowa drewniana
Przy ulicy Ks. Szczepana Rembowskiego zachowały się drewniane domy mieszkalne dla robotników z okresu rozwoju przemysłowego miasta (tzw. domy tkaczy). Początkowy odcinek ulicy (od skrzyżowania z ulicą G. Narutowicza) stanowi część utworzonego w 2003 r. Parku Kulturowego Miasto Tkaczy. 
Do rejestru zabytków wpisane są budynki:
- dom nr 1 (nr A/1103/231 z dn. 10 maja 1972) - 2. ćwierćwiecze XIX w., translokowany z ul. Dąbrowskiego 7, siedziba biura Parku Kulturowego Miasto Tkaczy.
- dom nr 15 (nr A/1012 z dn. 30 grudnia 1967)[8] - ok. 1830
- dom nr 17 (nr A/1014 z dn. 30 grudnia 1967)[9] - 2. ćwierćwiecze XIX w.,  dawny dom Augusta Schwartzschultza, obecnie  siedziba Centrum Kultury Dziecka. Obiekt po rekonstrukcji[10].

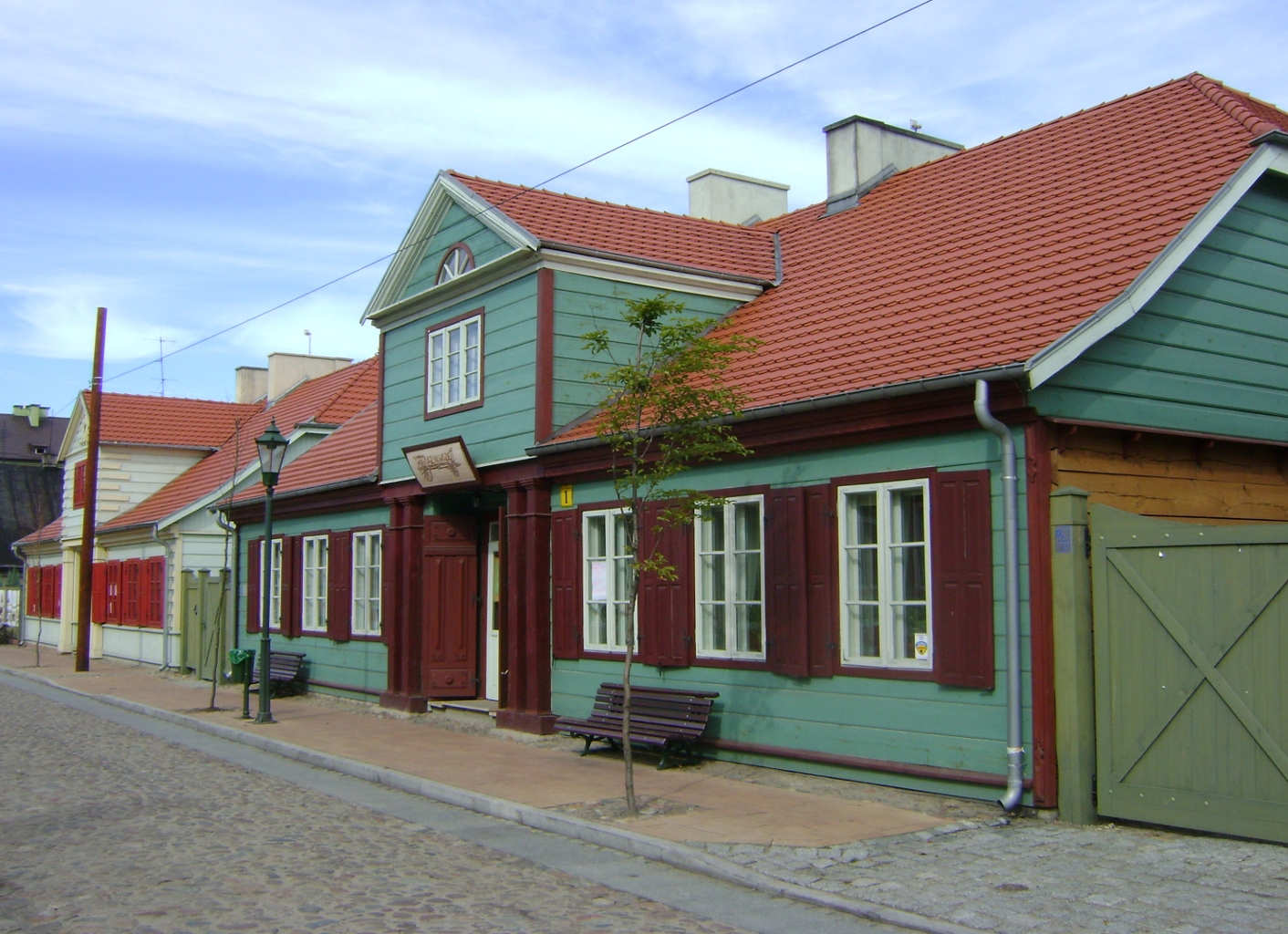
Ul. Rembowskiego 1
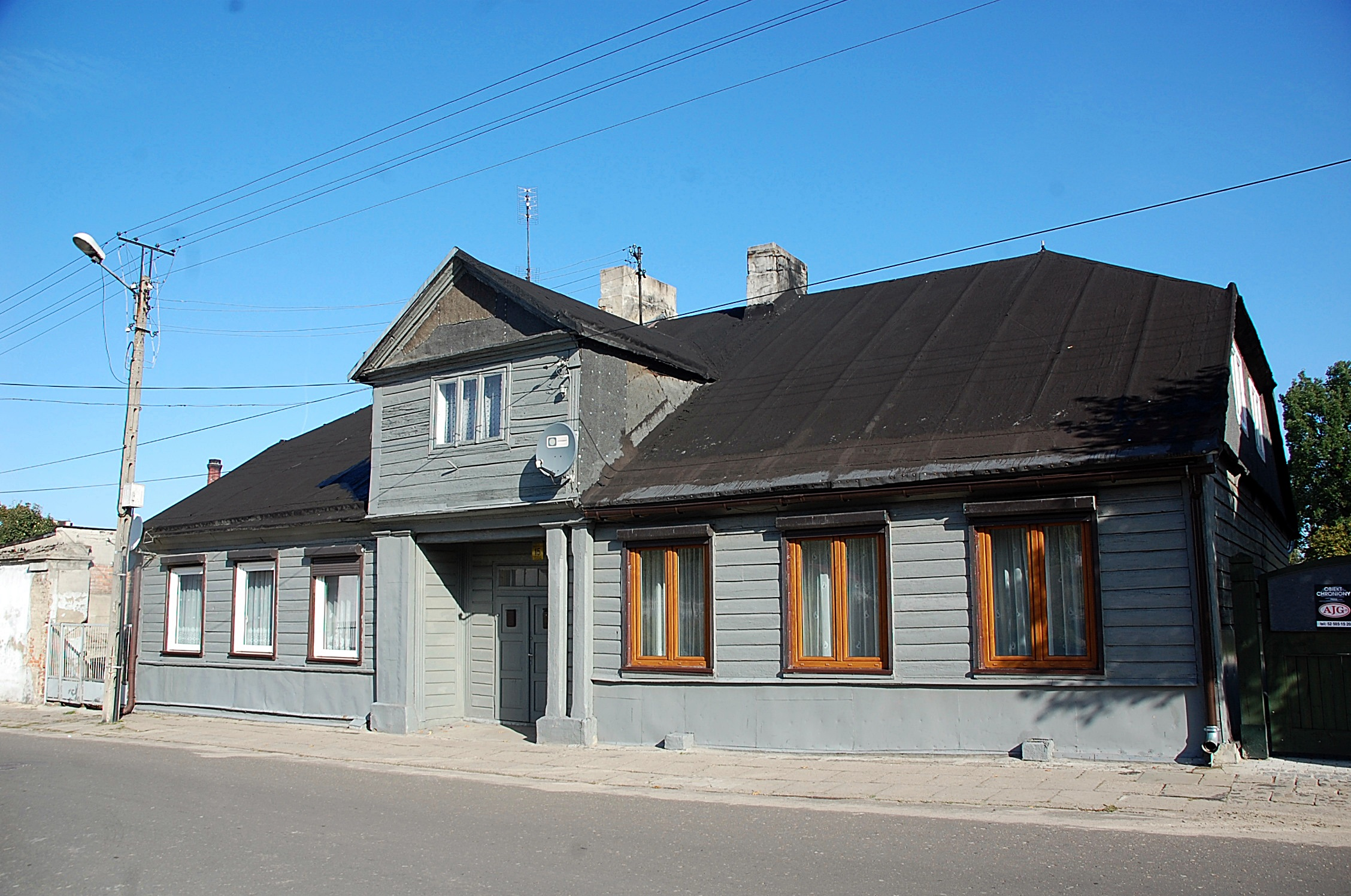
Ul. Rembowskiego 15
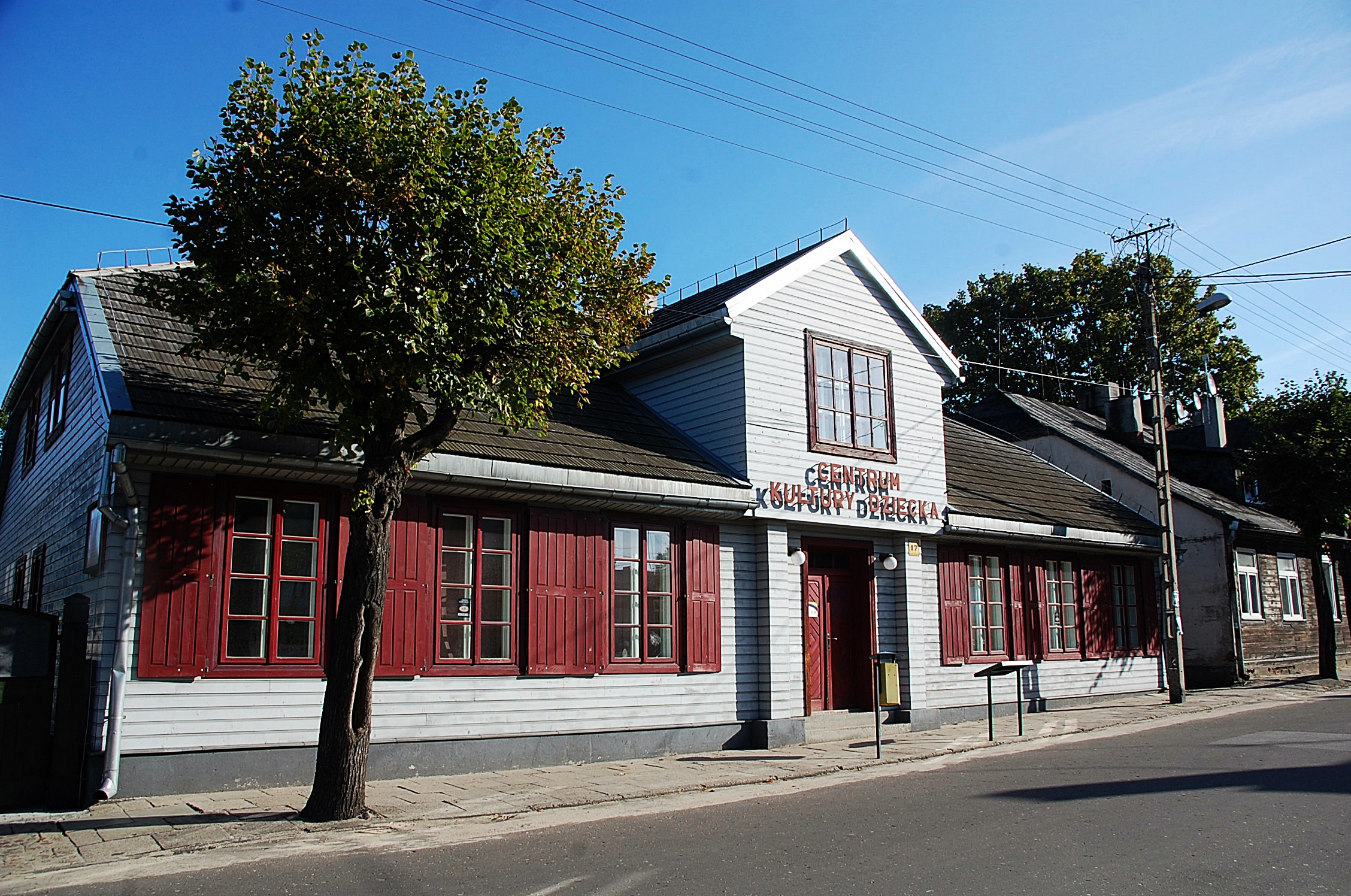
Ul. Rembowskiego 17

Do Ewidencji zabytków i cmentarzy Gminy Miasto Zgierz wpisane są ponadto budynki:
- dom nr 1 (w głębi posesji) - translokowany z ul. Dubois 7
- dom nr 2 - 2. ćwierćwiecze XIX w. W 2012 r. został uszkodzony na skutek eksplozji gazu[11].
- dom nr 5 - 2. ćwierćwiecze XIX w.
- dom nr 6 - 2. ćwierćwiecze XIX w.
- dom nr 18 - 2. ćwierćwiecze XIX w.
- dom nr 19 - 2. ćwierćwiecze XIX w.

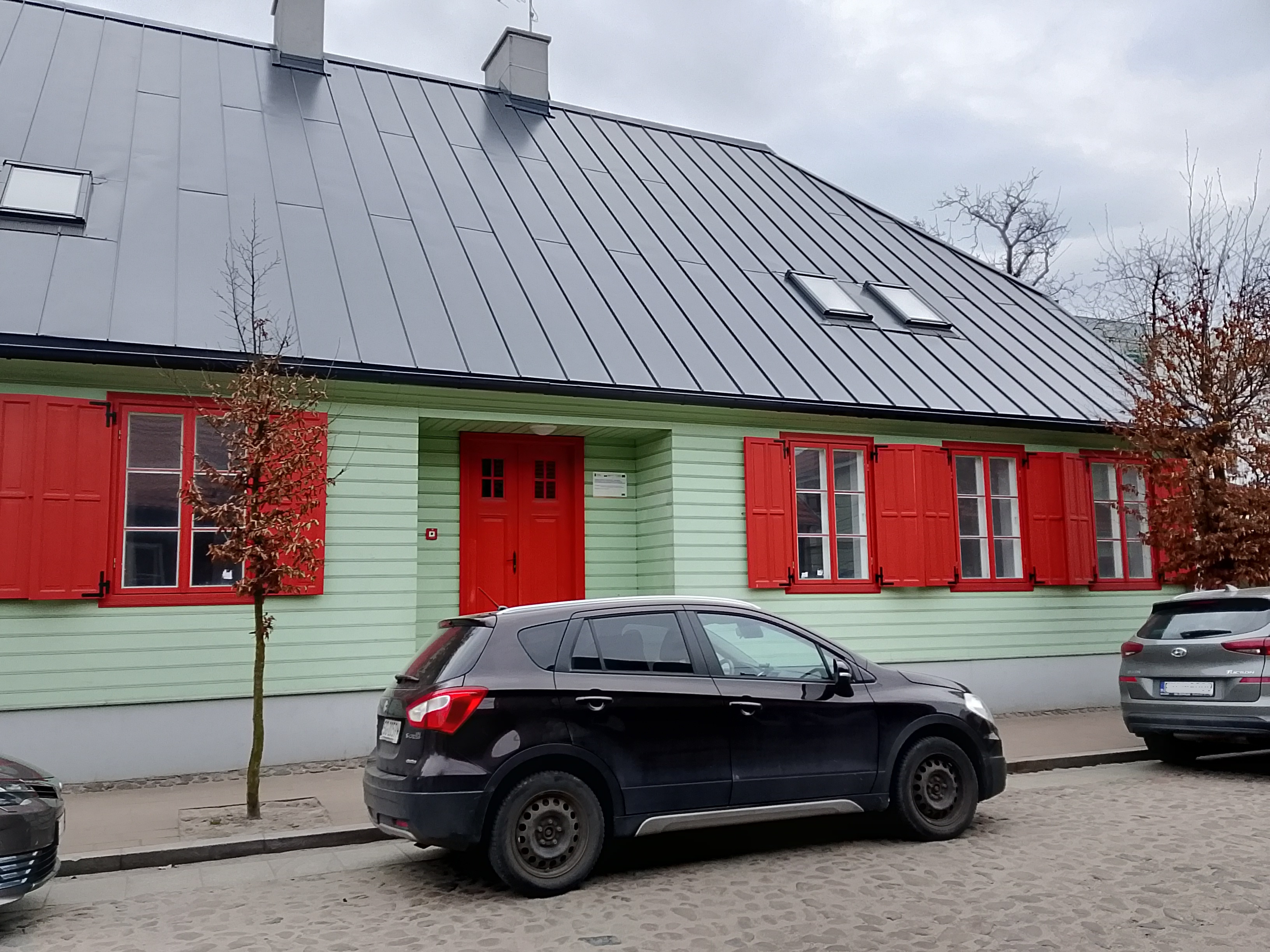
Ul. Rembowskiego 2
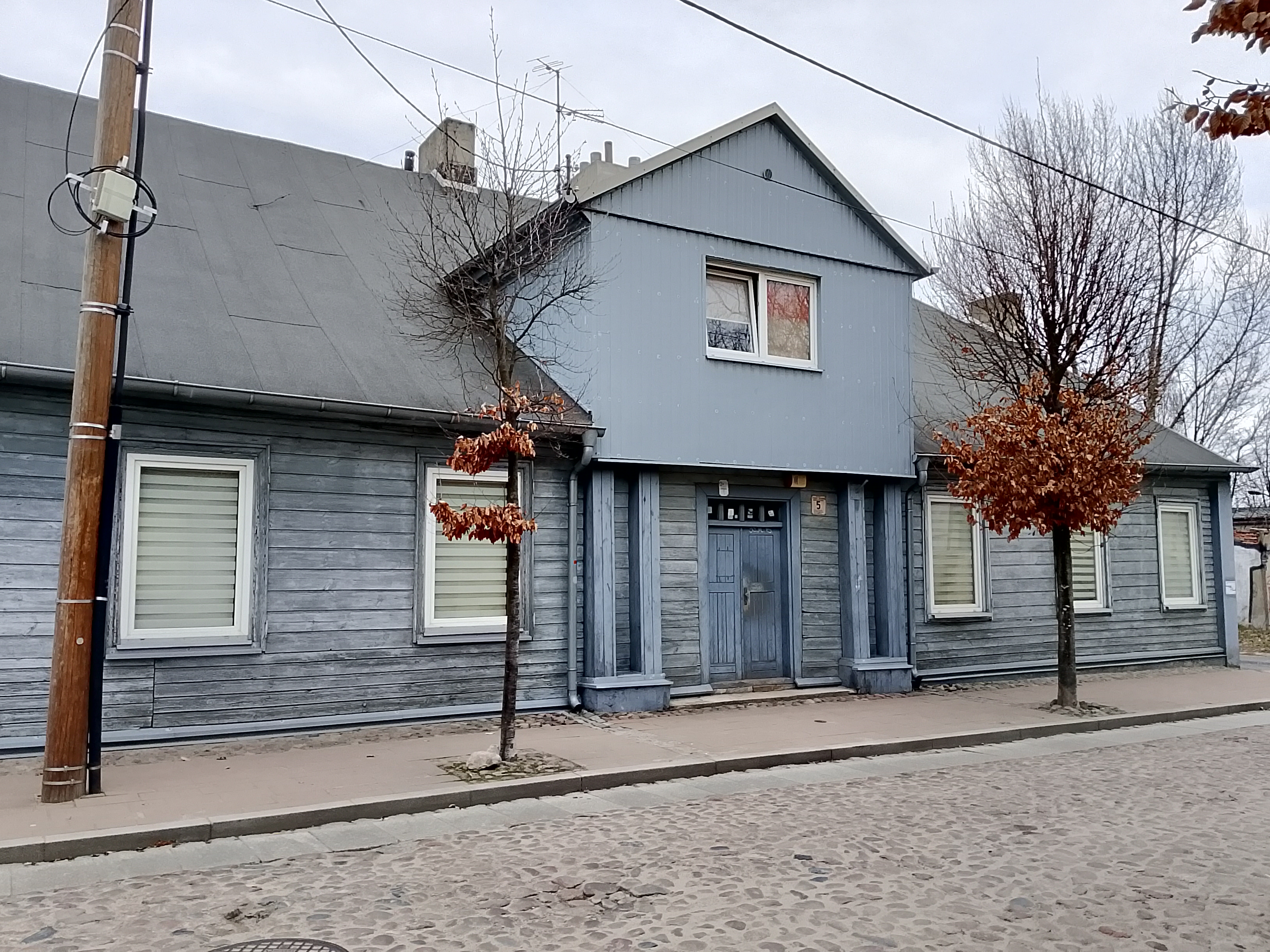
Ul. Rembowskiego 5
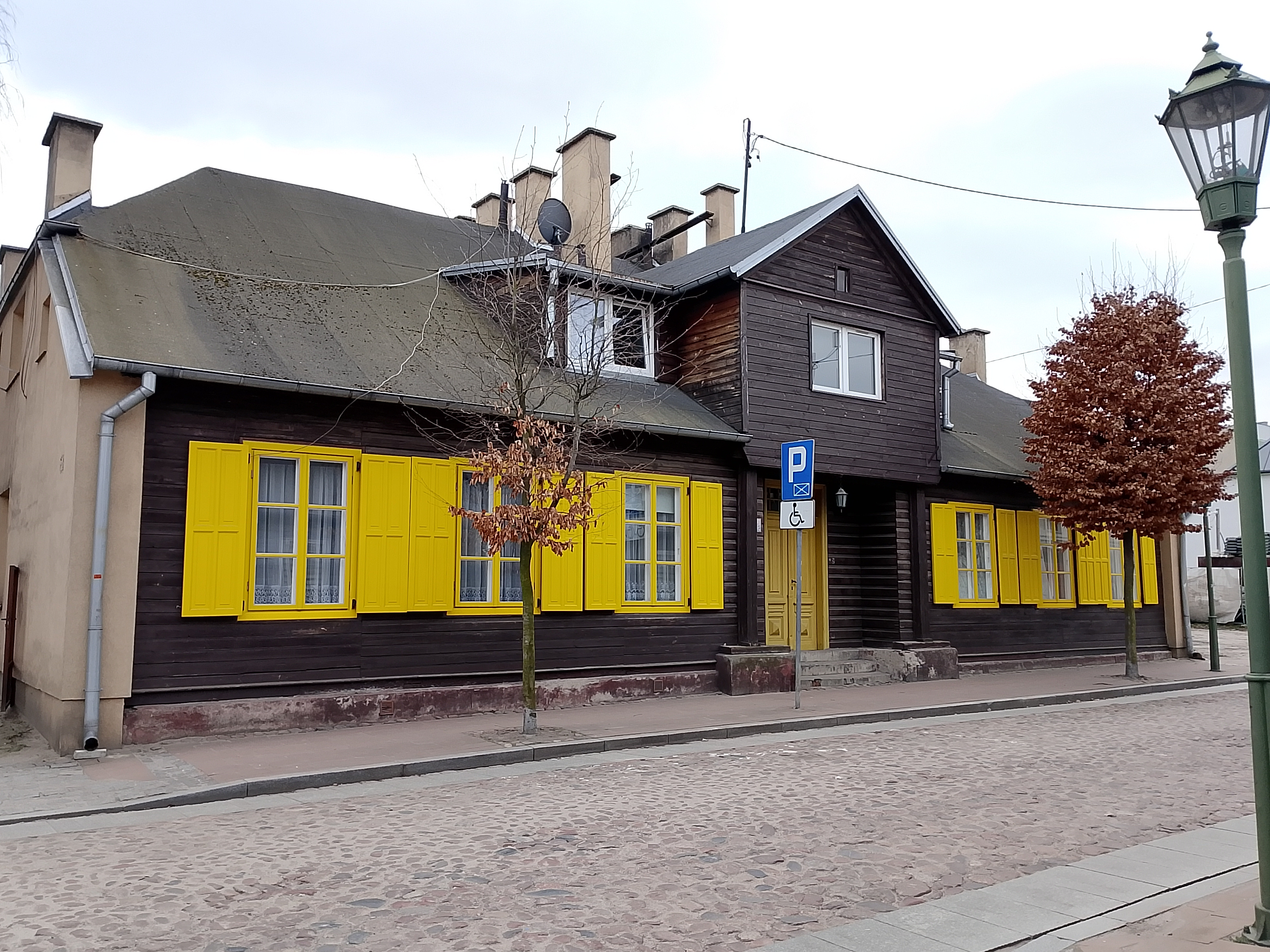
Ul. Rembowskiego 6

### Kamienice
Zachowały się budynki mieszkalne murowane o walorach zabytkowych. Do Ewidencji zabytków i cmentarzy Gminy Miasto Zgierz wpisane są kamienice:
- dom nr 9/11 - 2. połowa XIX w.
- kamienica nr 10 - koniec XIX w.
- dom rezydencjonalny nr 27 - ok. 1900, tzw. kamienica rabina.

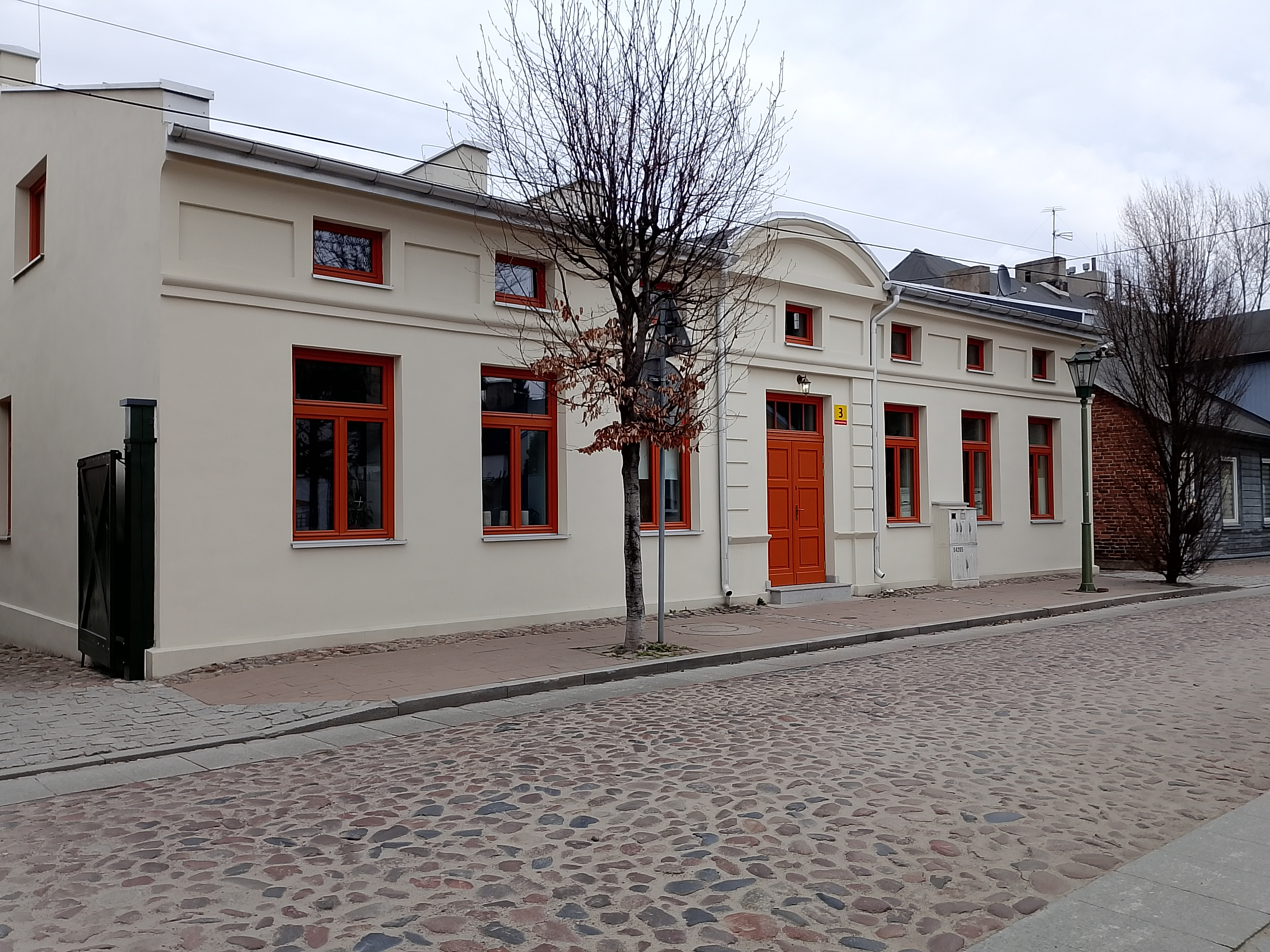
Ul. Rembowskiego 3 - siedziba Pracowni Rzemiosła i Sztuki
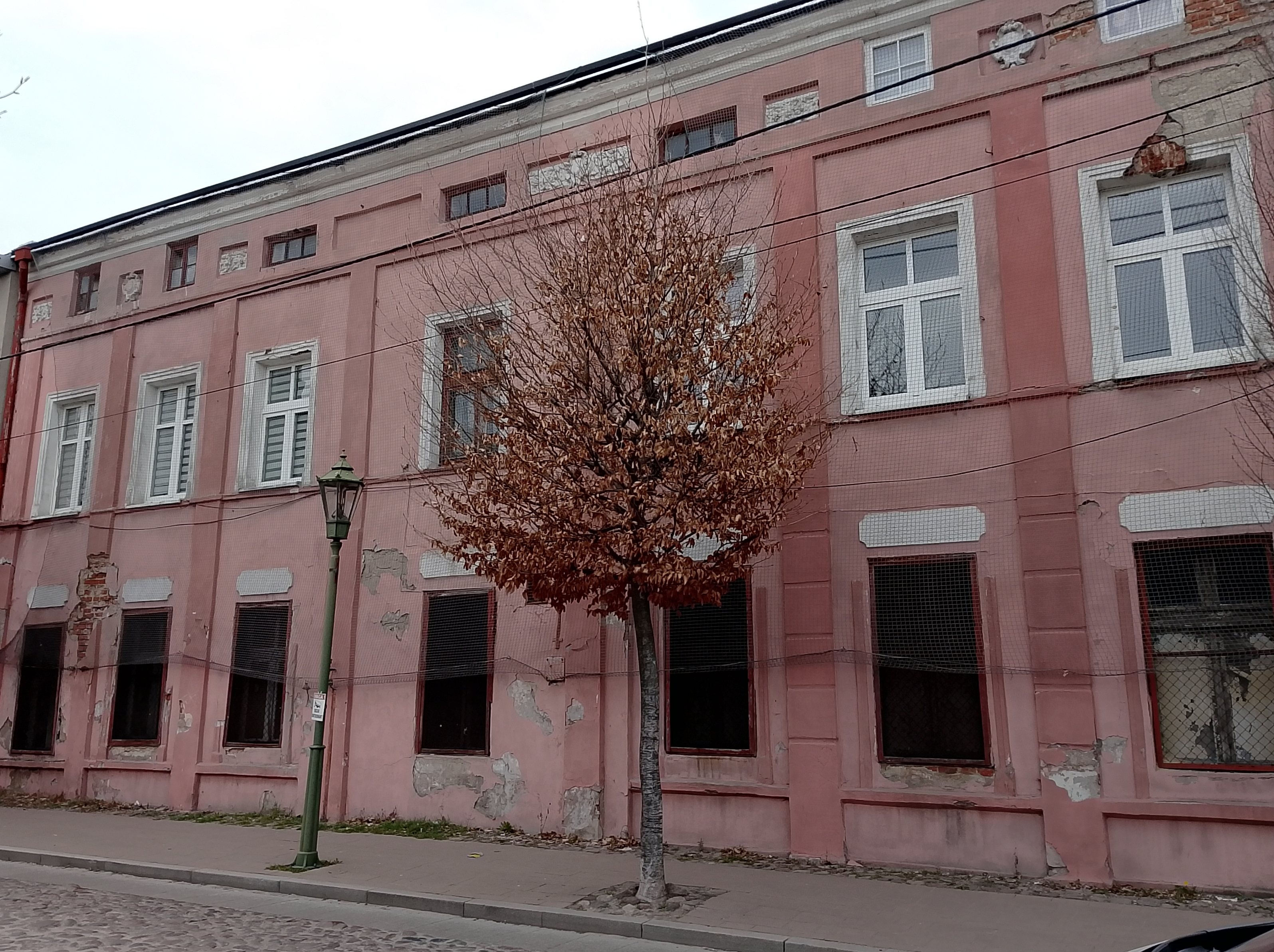
Ul. Rembowskiego 11
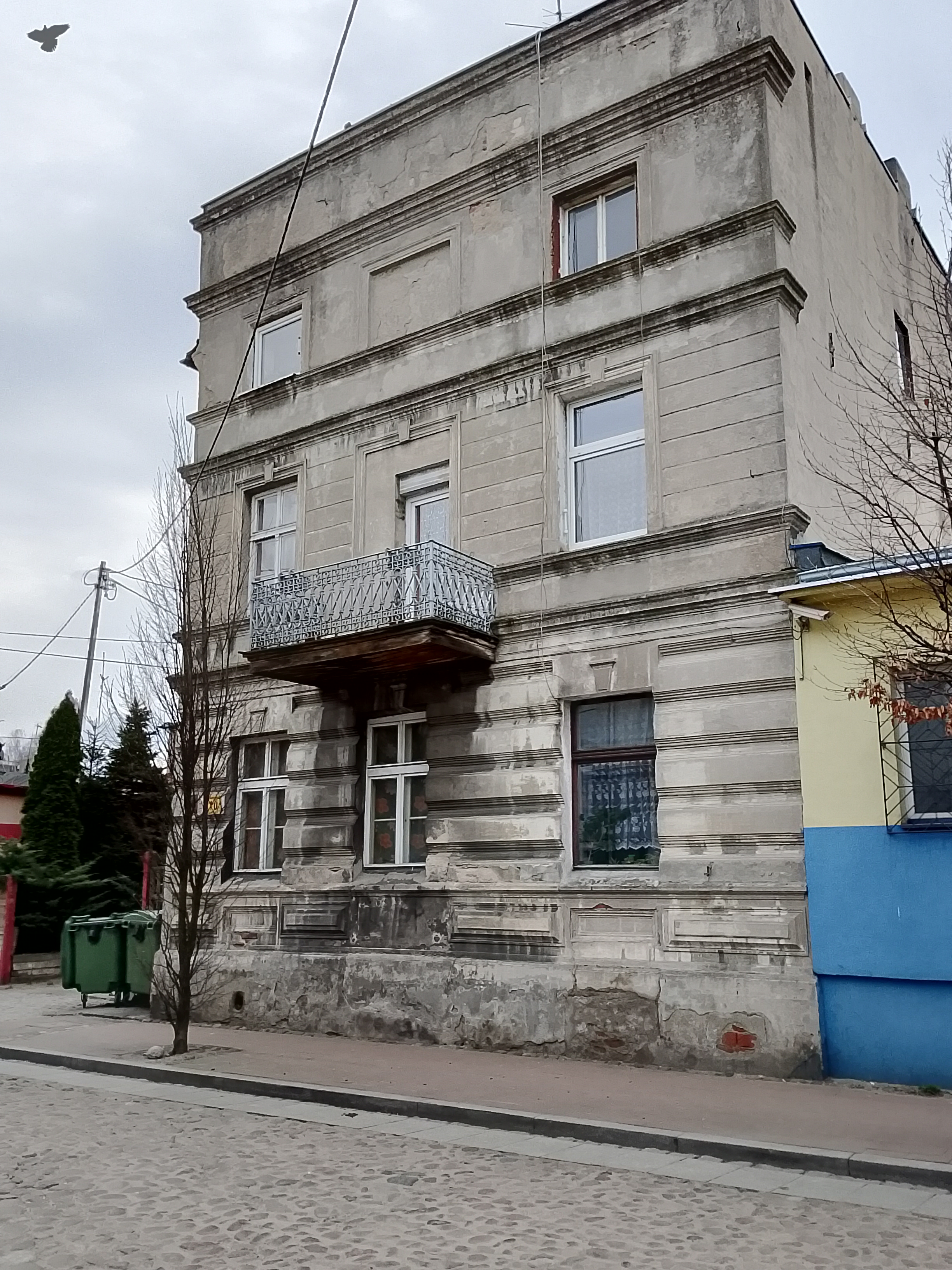
Ul. Rembowskiego 10
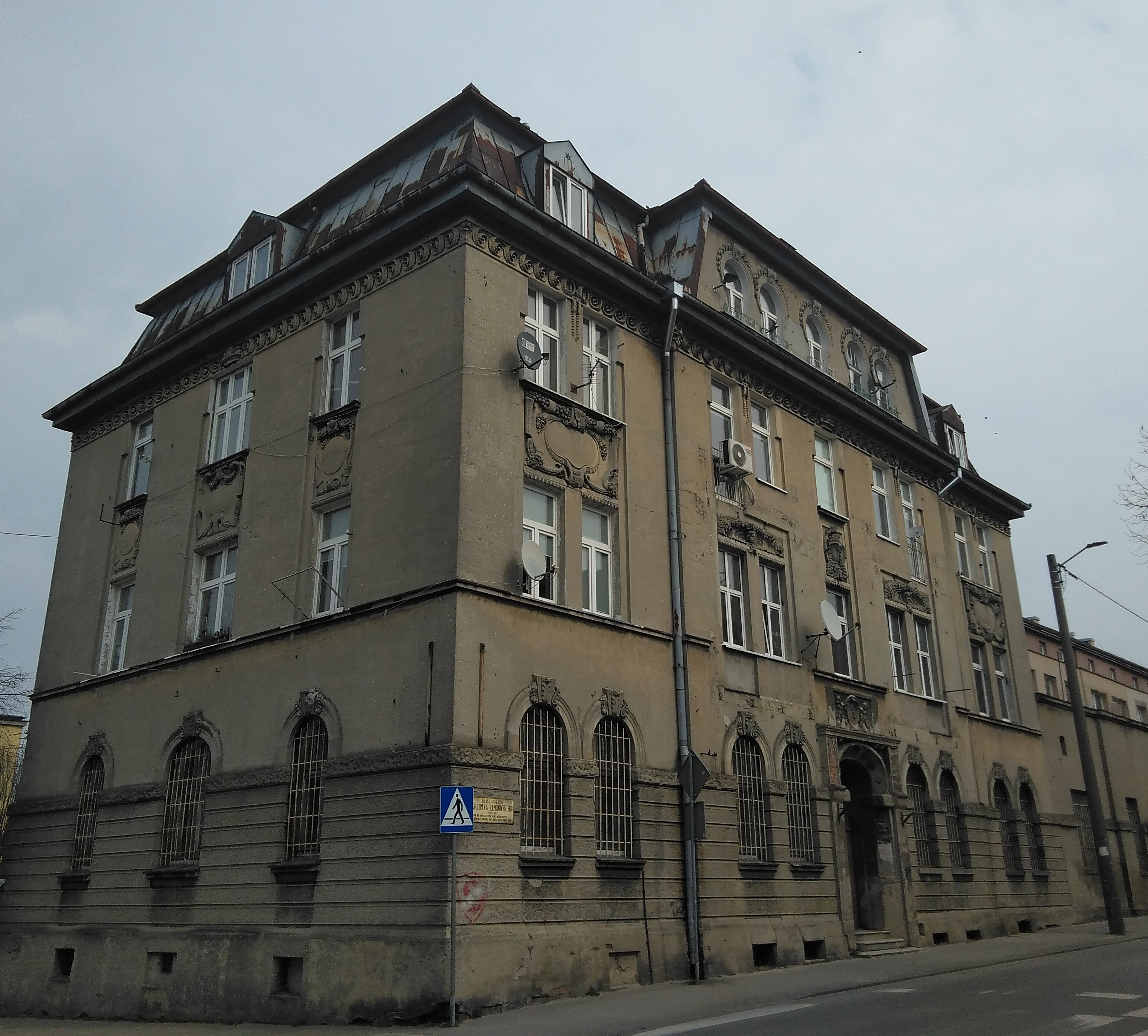
Ul. Rembowskiego 27

### Współczesna zabudowa wielorodzinna
W okresie PRL na odcinku ul. Ks. Szczepana Rembowskiego (od ulicy Romualda Mielczarskiego do ulicy Spółdzielczej) wybudowano bloki mieszkalne. 
- przy ul. Rembowskiego 29 znajduje się siedziba oddziału Związku Nauczycielstwa Polskiego. W 2009 r. przed budynkiem ustawiono głaz z tablicą upamiętniającą nauczycieli walczących o polską szkołę[12]

- przy ul. Rembowskiego 67 A znajduje się siedziba Zgierskiej Spółdzielni Mieszkaniowej[13].

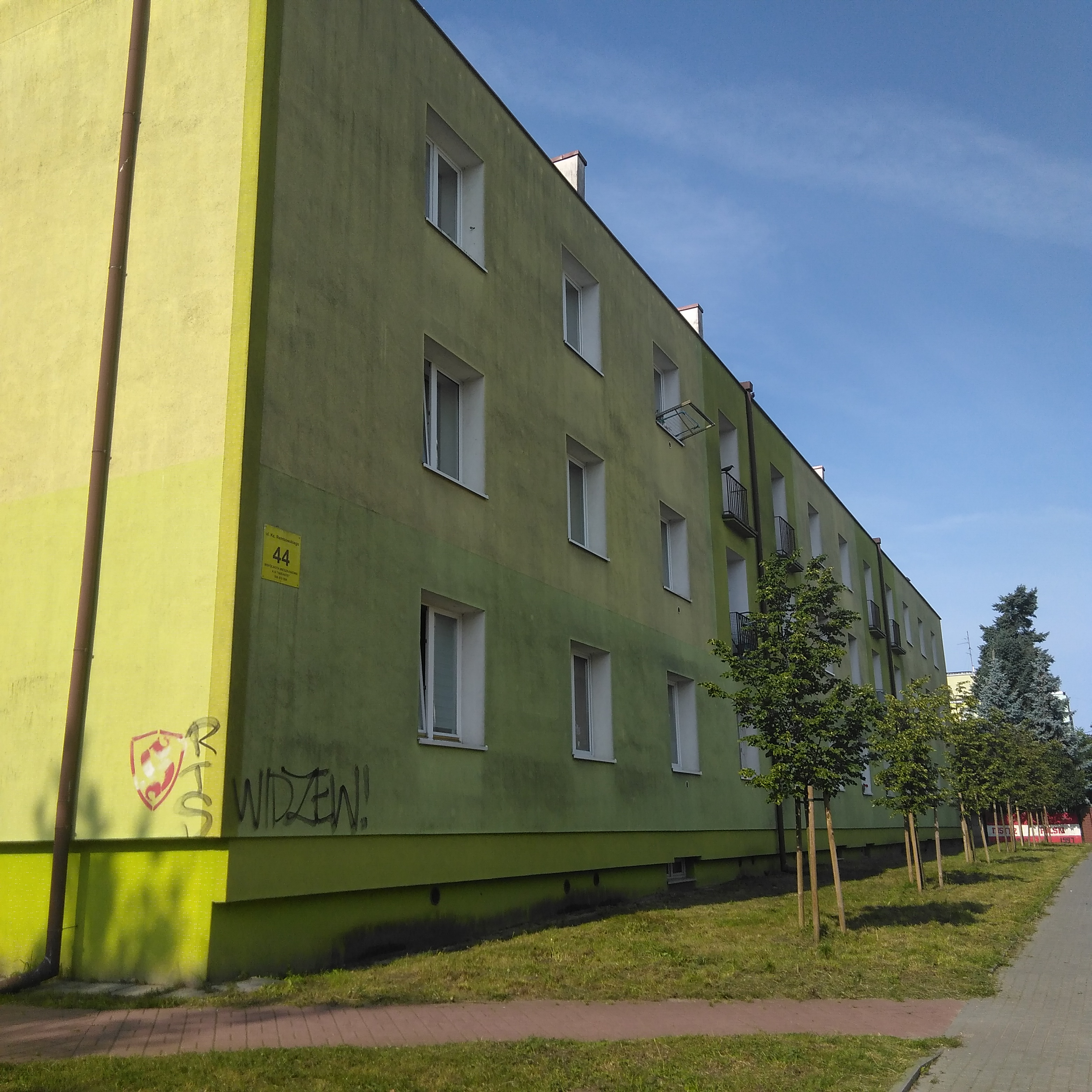
Ul. Rembowskiego 44 (dawne Osiedle Bloków Wojskowych)
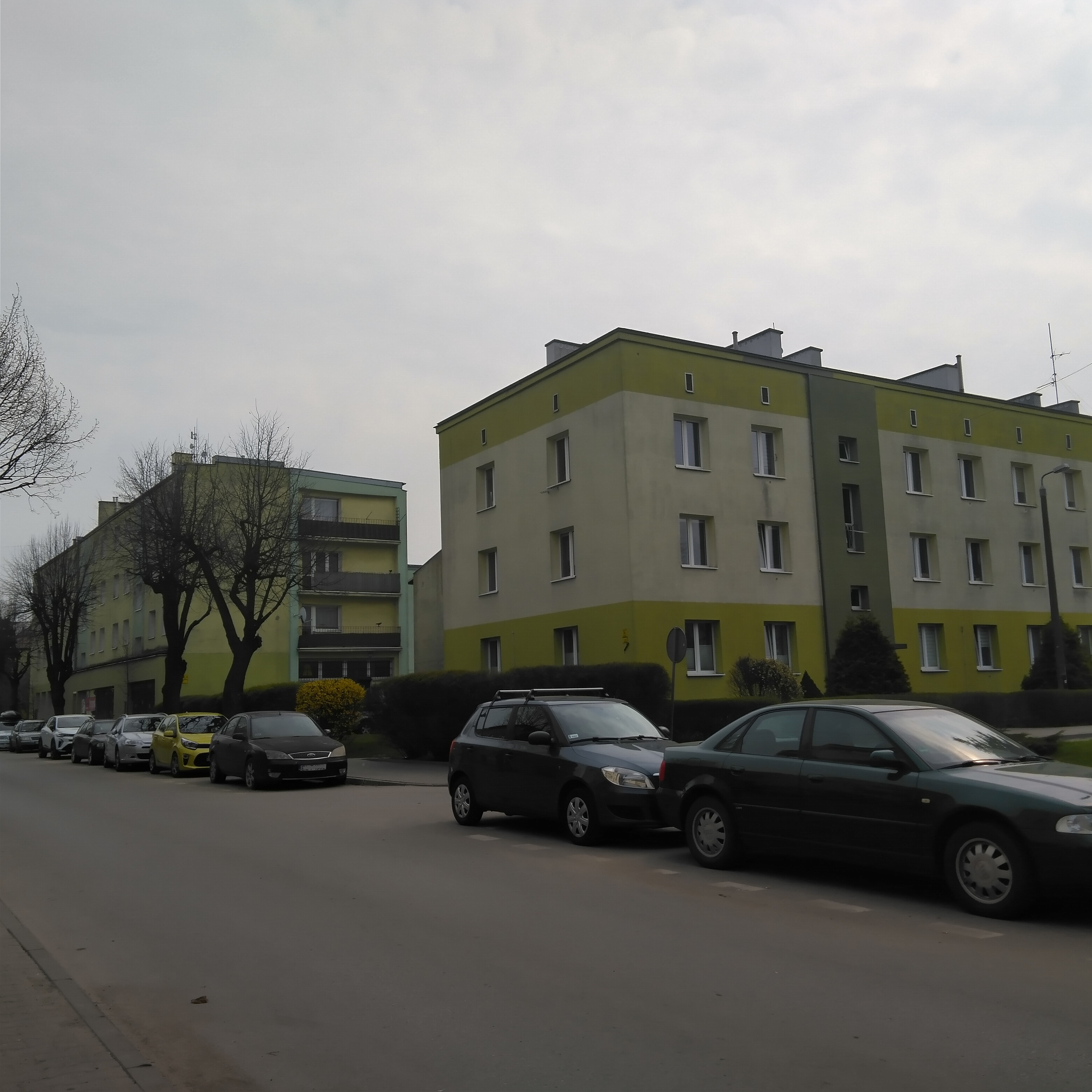
Bloki przy ul. Rembowskiego
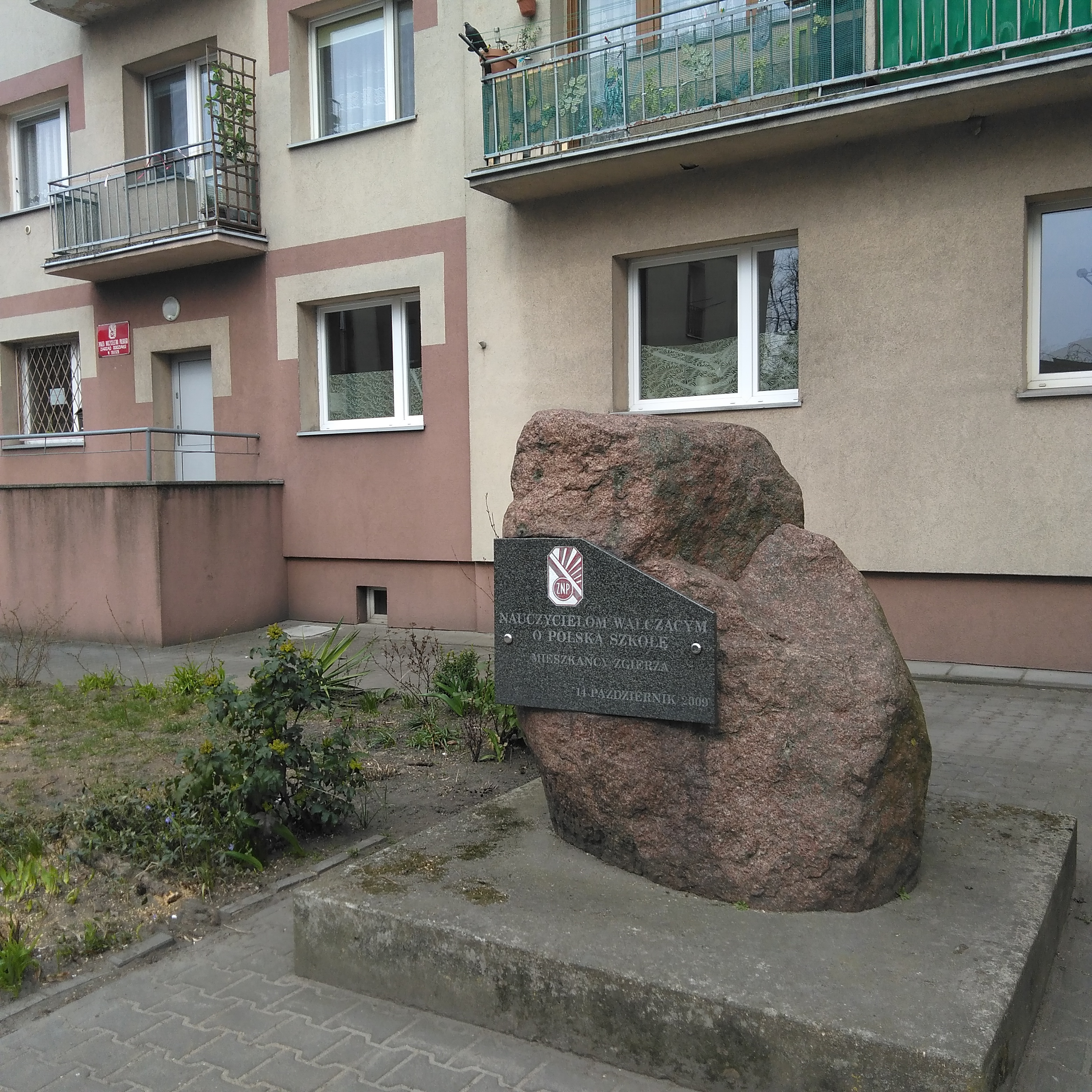
Tablica przed siedzibą oddziału ZNP (Rembowskiego 29)